# Flexo & Gravure Global
Flexo & Gravure Global ist eine technische Fachzeitschrift für den Verpackungsdruck. Die Zeitschrift erscheint in englischer Sprache und behandelt Themen in den Bereichen Flexodruck und Verpackungstiefdruck.
Flexo & Gravure Global wird von der G&K TechMedia GmbH herausgegeben, einer 100%igen Tochtergesellschaft der Deutschen Drucker Verlagsgesellschaft. Der Sitz von G&K TechMedia ist Emmendingen bei Freiburg im Breisgau.

## Charakteristik
Flexo & Gravure Global erscheint 4 Mal jährlich mit einer verbreiteten Auflage von 13.000 Exemplaren. Der Inhalt der Fachzeitschrift setzt sich zusammen aus technischen Fachartikeln zum Druck und zur Produktion von Verpackungen. Außerdem gehören Produkt- und Branchen-News sowie Berichte von Märkten und Events zum Inhalt.
Flexo & Gravure Global richtet sich an Drucker und Veredler, die im Bereich der Verpackung tätig sind. 